# Hyposoter taihorinensis
Hyposoter taihorinensis är en stekelart som först beskrevs av Tohru Uchida 1932.  Hyposoter taihorinensis ingår i släktet Hyposoter och familjen brokparasitsteklar. Inga underarter finns listade i Catalogue of Life.